# Caulkicephalus
Caulkicephalus − rodzaj pterozaura z wyspy Wight u wybrzeży Anglii. Jego nazwa wzięła się od przezwiska mieszkańców tejże wyspy ("caulk head"). Został zidentyfikowany na podstawie niekompletnego szkielet (anatomia)u i niekompletnej czaszki, zawierającej kilka zębów. Epitet gatunkowy trimicrodon znaczy "3 małe zęby". Zwierzę to żyło w kredzie.
Dzięki zebranemu materiałowi i porównaniom z innymi Azhdarchidae paleontolodzy ocenili rozpiętość skrzydeł tego stworzenia na 5m.